# 准实验
准实验（英語：Quasi-experiment），也称为类实验，是用于测量一个变量和另一个变量之间的因果关系的实证研究。准实验与随机对照试验的最大不同在于，准实验中的实验组和对照组并非采用随机分配产生。比如，准实验中的实验组可能由一部分参与实验的对象志愿组成。
因为实验组和控制组是非随机选取，所以可能从一开始就有一些和实验无关的分化，这导致准实验的内部效度常常是一个弱点。所以，准实验往往不能有效的、令人信服的证明实验自变量和观测结果之间的因果关系。如果还存在不可控、不可知的干擾因素存在的话，那么这个问题就更加严重。